# توماس روسيل
توماس روسيل (بالفرنسية: Thomas Roussel)‏ هو لاعب هوكي الجليد فرنسي، ولد في 22 نوفمبر 1985 في أميان في فرنسا.

## وصلات خارجية
- توماس روسيل على موقع EliteProspects.com (الإنجليزية)
- توماس روسيل على موقع Eurohockey.com (الإنجليزية)
- توماس روسيل على موقع HockeyDB.com (الإنجليزية)